# DJ Magazine
DJ Magazine, kortweg DJ Mag, is een maandelijks Brits tijdschrift over elektronische dansmuziek en dj's, dat werd opgericht in 1991. Sinds mei 2013 wordt het ook in Nederland uitgegeven.
In 1998 startte de website djmag.com als online versie van het blad, dat zich richt op elektronische en dancemuziek wereldwijd. Naast het laatste dagelijkse nieuws op het gebied van dance en elektronische muziek, en interviews met dj's, heeft het ook een online muziekwinkel die dancetracks verkoopt.

## DJ Mag top 100
Het blad is vooral bekend vanwege de DJ Mag top 100, die sinds 1997 elk jaar wordt samengesteld en die wordt gezien als een wereldwijde graadmeter voor het succes van dj's die actief zijn in de elektronische dansmuziek. De verkiezing geschiedt op basis van ingezonden stemmen, waarbij deelnemers uit de hele wereld hun lijst van hun vijf beste dj's kunnen kenbaar maken. De stemmen worden vervolgens opgeteld binnen twee tot drie maanden vanaf het moment van de inzendingen.
Voor de eerste verkiezing van de DJ Mag top 100 in 1997 konden lezers hun keuzen kenbaar maken per post, hetgeen 700 van hen deden. Carl Cox werd hierbij verkozen tot nummer 1. Sinds de lancering van de website in 1998 wordt de DJ Mag top 100 opgesteld uit online ingediende stemmen, hetgeen de inbreng in 1998 verdriedubbelde. Paul Oakenfold werd toen verkozen tot nummer 1, evenals het jaar erop.
In 2000 werd Tiësto voor het eerst opgenomen in de lijst (nr. 24) en werd Sasha tot nummer 1 verkozen. In 2001 deden stemmers uit 50 landen mee en werden 500 dj's genomineerd. John Digweed belandde op nummer 1. In 2002 werden 38.481 stemmen uit 65 landen ingebracht en werd Tiësto tot beste dj verkozen, hetgeen hij zou blijven tot 2004. Het jaar daarop verdubbelde het aantal stemmen en landen bijna tot respectievelijk 61.529 votes en 120. In 2004 werd de verkiezing uitgebreid met een verkiezing van beste vj en -alleen voor dj's- een verkiezing van de beste nachtclub. In 2005 werd Tiësto van de troon gestoten door Paul van Dyk, die de nummer 1-positie ook het jaar erop wist vast te houden, toen 217.102 stemmers uit 229 verschillende landen (uit een totaal van 243 erkende landen) meededen. De meeste stemmers kwamen uit de Verenigde Staten, op de voet gevolgd door de Britten en vervolgens de Duitsers.
In 2007, 2008, 2009 en 2010 werd Armin van Buuren verkozen tot nummer 1 na vele jaren achter Tiësto en Paul van Dyk te zijn geëindigd. In 2011 belandde hij weer op de tweede plaats toen David Guetta werd uitgeroepen tot beste dj. In 2012 werd Armin opnieuw verkozen tot nummer 1. Sindsdien werd de eerste plaats ingenomen door Hardwell (2013 en 2014), Dimitri Vegas & Like Mike (2015 en 2019), Martin Garrix (2016, 2017 en 2018 en 2022) en David Guetta (2020, 2021 en 2023).
| Jaar | Winnaar                   |
| ---- | ------------------------- |
| 1997 | Carl Cox                  |
| 1998 | Paul Oakenfold            |
| 1999 | Paul Oakenfold            |
| 2000 | Sasha                     |
| 2001 | John Digweed              |
| 2002 | Tiësto                    |
| 2003 | Tiësto                    |
| 2004 | Tiësto                    |
| 2005 | Paul van Dyk              |
| 2006 | Paul van Dyk              |
| 2007 | Armin van Buuren          |
| 2008 | Armin van Buuren          |
| 2009 | Armin van Buuren          |
| 2010 | Armin van Buuren          |
| 2011 | David Guetta              |
| 2012 | Armin van Buuren          |
| 2013 | Hardwell                  |
| 2014 | Hardwell                  |
| 2015 | Dimitri Vegas & Like Mike |
| 2016 | Martin Garrix             |
| 2017 | Martin Garrix             |
| 2018 | Martin Garrix             |
| 2019 | Dimitri Vegas & Like Mike |
| 2020 | David Guetta              |
| 2021 | David Guetta              |
| 2022 | Martin Garrix             |
| 2023 | David Guetta              |
| 2024 | Martin Garrix             |